# Королаз рудий
Королаз рудий (Climacteris rufus) — вид горобцеподібних птахів родини королазових (Climacteridae).

## Поширення
Ендемік Австралії. Поширений на південному заході країни від Джералдтона через рівнину Налларбор та Велику пустелю Вікторія до східного узбережжя півострова Ейр. Населяє відкриті ліси, буш та рідколісся з переважанням евкаліпта.

## Опис
Тіло завдовжки 16-18 см і вагою 30-33 г. Верх голови та шия сірі. Спина, крила та хвіст коричневі (махові крил темно-коричневі). Черево та стегна червонувато-коричневі. Груди темно-коричневі, окремі пір'їни мають білу облямівку, що створює загальний рябий візерунок. У самиць рудіше забарвлення, у самців темніше.

## Спосіб життя
Вид мешкає в евкаліптових лісах та рідколіссях різних типів. Осілі птахи. Активні вдень. У позашлюбний період трапляються невеликими групами до 8 птахів. Більшу частину дня проводять у пошуках поживи. Живляться комахами, їх личинками, яйцями та іншими безхребетними, збираючи їх на стовбурах, гілках та під корою дерев.
Моногамні птахи. Сезон розмноження триває з кінця серпня до початку січня. За сезон буває дві кладки. Гнізда будують у дуплах. Дно вистелюють травою та мохом. У гнізді 3-4 рожевих яйця. Інкубація триває два тижня. Про пташенят піклуються обидва партнери. Часто їм допомагають самці попередніх виводків. Гніздо залишають через 21-26 днів. Самостійними стають через 40 днів.